# Nilsson Schmilsson
Nilsson Schmilsson è il settimo album in studio di Harry Nilsson, uscito nel 1971 per la RCA Records.
Il singolo Without You si è aggiudicato, nel 1973, il Grammy Award alla miglior interpretazione vocale maschile.

## Storia
Rispetto ai lavori precedenti, il cantautore americano si affida ad un ensemble omogeneo e vasto, realizzando l'opera più ritmata e sofisticata della sua carriera. L'album fonde il rock n' roll tradizionale con venature R&B e hard.

## Accoglienza
La rivista Rolling Stone inserisce il disco tra i 500 Migliori Album di sempre, alla posizione numero 281.
Pitchfork lo annovera tra i migliori lavori degli anni Settanta.
Su Allmusic.it, il critico Stephen Thomas Erlewine ritiene che Nilsson Schmilsson sia un'opera snella e ben elaborata, tra i migliori esempi di pop rock maturo.

## Tracce
Testi e musiche di Harry Nilsson, eccetto dove indicato.
1. Gotta Get Up – 2:24
2. Driving Along – 2:02
3. Early in the Morning – 2:48 (Leo Hickman, Louis Jordan, Dallas Bartley)
4. The Moonbeam Song – 3:18
5. Down – 3:24
6. Without You – 3:17 (Pete Ham, Tom Evans)
7. Coconut – 3:48
8. Let the Good Times Roll – 2:42 (Shirley Goodman, Leonard Lee)
9. Jump into the Fire – 6:54
10. I'll Never Leave You – 4:11

## Formazione
- Harry Nilsson – voce, pianoforte, armonica
- Jim Gordon – batteria
- Klaus Voormann – basso elettrico, chitarra acustica, chitarra elettrica
- Chris Spedding – chitarra acustica
- Herbie Flowers – basso elettrico
- John Uribe – chitarra acustica
- Gary Wright – pianoforte (tracce 6-8)